# Müssen
Müssen là một đô thị thuộc huyện Lauenburg, trong bang Schleswig-Holstein, nước Đức. Đô thị Müssen có diện tích 11,46 km², dân số thời điểm 31 tháng 12 năm 2006 là 967 người.